# Christian Zott

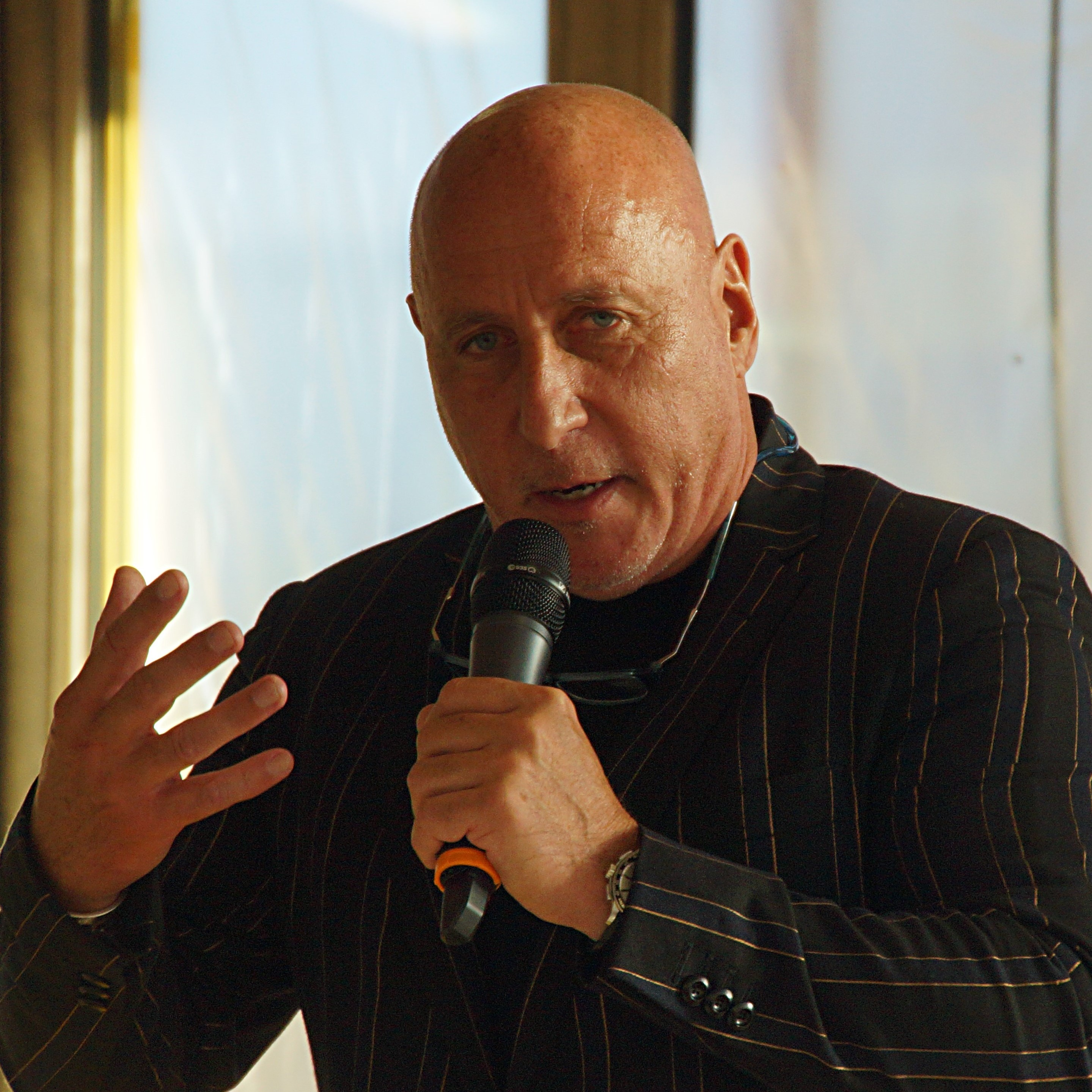
Christian Zott (2018)

Christian Zott (* 21. Februar 1960 in Oberammergau) ist ein deutscher Unternehmer und Kunstsammler. Er ist Eigentümer und Geschäftsführer einer Beratungsfirma im Bereich Supply-Chain-Management mit Hauptsitz in München und wurde als Initiator des Kunstprojekts „KAIROS. Der richtige Moment“ einer breiten Öffentlichkeit bekannt.

## Leben
Christian Zott schloss 1986 sein erstes Studium als Diplom-Wirtschaftsingenieur und ein zweites Studium 2018 als Bachelor of Arts in Philosophie ab. Im Alter von 27 Jahren gründete er die mSE Solutions GmbH und baute die Firma zu einem global operierenden Unternehmen mit Standorten in Europa, Asien und Nordamerika auf. 2011 zog sich Christian Zott aus dem operativen Tagesgeschäft seines Unternehmens zurück und wanderte sieben Monate lang quer durch Europa vom Cabo de São Vicente bis zum Bosporus. Auf dieser Reise lernte er den italienischen Fotografen Mauro Fiorese kennen, mit dem er nach seiner Rückkehr erste Kunstprojekte realisierte. Christian Zott lebt heute in München und Unterammergau. Über seine Heimat hat er 2018 den Bildband „Heimat? Ammertal! – Ansichtssache“ herausgegeben. An der Ludwig-Maximilians-Universität München tritt er seit 2018 als Förderer der Byzantinistik hervor.

### Unternehmertum
Die mSE Solutions GmbH wurde 1987 von Christian Zott gegründet. Das Unternehmen konzentrierte sich zunächst auf die Planung und Steuerung von Produktionsprozessen. Im Zuge der Globalisierung richtete Christian Zott den Fokus jedoch stärker auf die Optimierung von Lieferketten. Die mSE Solutions gilt heute als Innovationsträger im Bereich Supply-Chain-Management. Der Deutsche Logistik-Preis der Bundesvereinigung Logistik wurde zweimal aufgrund von Optimierungen durch die mSE Solutions verliehen, 1993 an Siemens und 1999 an Dräger. Auch der erste Preis der Swiss Logistics Awards 2002 an Georg Fischer geht auf eine solche Zusammenarbeit zurück. Die mSE Solutions ist 2017 eine strategische Partnerschaft mit Kinaxis, einem der weltweit führenden Anbieter von Logistik-Software, eingegangen.

### Kunstprojekte
2014 gründete Christian Zott die Kunstplattform ZOTT Artspace mit Standorten in Singapur und St. Kassian. Es folgten erste Ausstellungsprojekte mit Konstantin Sotnikov, Beth Moon, Lois Anvidalfarei, Mauro Fiorese. In Kooperation mit dem Museion (Bozen) wurde 2017 die Ausstellung „Phantasma“ mit Arbeiten von Vera Comploj und Cornelia Lochmann realisiert. 2016 initiierte Christian Zott das Kunstprojekt „KAIROS. Der richtige Moment“ mit Gemälden von Wolfgang Beltracchi und Fotografien von Mauro Fiorese. Das Projekt wurde von dem Kunsthistoriker Rainer Metzger und dem Byzantinisten Sergei Mariev wissenschaftlich begleitet. Die Eröffnung der Ausstellung fand am 4. Oktober 2018 in der Biblioteca Marciana in Venedig statt. Weitere Stationen waren die Barlach Halle K in Hamburg und das Bank Austria Kunstforum Wien. In Unterammergau eröffnete im Oktober 2019 die mSE Kunsthalle, in der die Sammlung von Christian Zott für die Öffentlichkeit zugänglich gemacht wird. Dort, an ihrem vierten Standort, verblieb die Kairos-Ausstellung wegen der Corona-Pandemie.
2018 erwarb Christian Zott die 32,4 m hohe Stahlskulptur SICHTUNG von Hildegard Rasthofer und Christian Neumaier, um sie zur Eröffnung der mSE Kunsthalle im Skulpturengarten zu installieren. Das Werk besteht aus 13 Stahlkuben mit einer Seitenlänge von je 2,4 m, die übereinander montiert begangen werden können, wobei sich verschiedene Perspektiven auf die Landschaft eröffnen und in der Stahlskulptur durch die Schritte der Besucher Klänge entstehen. Vom Sommer 2021 bis zum Mai 2022 war das Werk an die KZ-Gedenkstätte Flossenbürg verliehen und fand während seiner Installation große Beachtung.
Zusammen mit der Familie Barlach installierte Christian Zott 2020 das Gips-Kreuz Kruzifix II von Ernst Barlach in der Dorfkirche von Unterammergau. Ein bekannter Bronzeguss dieses Werks befindet sich in der Elisabethkirche in Marburg. Zu den Passionsspielen 2022 verbanden Christian Zott und die mSE Kunsthalle die Dorfkirche Unterammergau mit der mSE Kunsthalle auf einem Skulpturenweg, der mit den Werken der eigenen Sammlung und Leihgaben zeitgenössischer Künstler und Künstlerinnen gestaltet war.
Während der Corona-Pandemie unternahm Christian Zott ein Projekt mit seinem Sohn, dessen Freunden und dem französischen Bildhauer Pierre Matter. Zott unterrichtete die Kinder im technischen Zeichnen und half ihnen bei der Konzeption und detaillierten Planung eines begehbaren, 12 m langen U-Boots, das in den Sommerferien mit Matter in dessen Werkstatt gemeinsam gebaut wurde. Im Mai 2024 wurde das U-Boot im Skulpturengarten der mSE Kunsthalle aufgestellt, als Erinnerung an die Corona-Pandemie und die Aufgabe, das Beste aus Krisenzeiten zu machen.